# Wikariat apostolski Trypolisu
Wikariat apostolski Trypolisu (łac.: Apostolicus Vicariatus Tripolitanus, ang. Vicariate Apostolic of Tripoli) – rzymskokatolicki wikariat apostolski w Libii.
Siedziba wikariusza apostolskiego znajduje się w kościele św. Franciszka w Trypolisie.
Podlega bezpośrednio Rzymowi.
Swoim zasięgiem obejmuje większą część terytorium Libii.
Autorem herbu wikariatu jest słowacki heraldysta Marek Sobola.

## Historia
- 23 lutego 1913 – utworzenie wikariatu apostolskiego Trypolisu

## Wikariusze apostolscy
- wikariusz apostolski  – George Bugeja OFM

## Główne świątynie
- Kościół św. Franciszka w Trypolisie